# Thymoites aloitus
Thymoites aloitus là một loài nhện trong họ Theridiidae. Chúng được Herbert Walter Levi miêu tả năm 1964.